# Creuzier-le-Vieux
Creuzier-le-Vieux é uma comuna francesa na região administrativa de Auvérnia-Ródano-Alpes, no departamento Allier. Estende-se por uma área de 11,37 km². Em 2010 a comuna tinha 3 403 habitantes (densidade: 299,3 hab./km²).